# Plantígrado

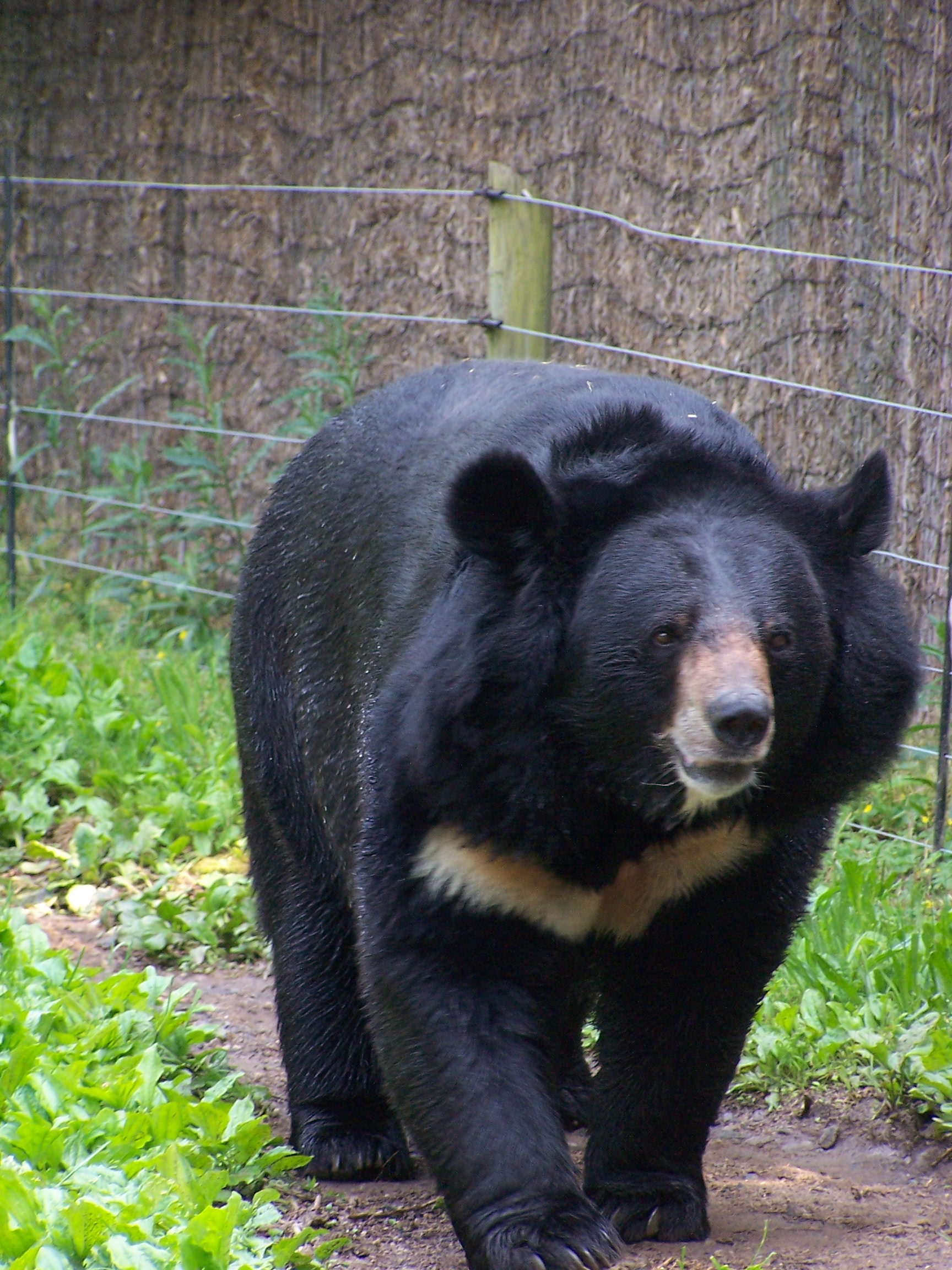
El oso es un ejemplo de animal plantígrado.

Un plantígrado es todo aquel animal que apoya completamente la planta del pie para andar, lo cual le permite también levantarse fácilmente sobre sus extremidades posteriores. Entre los grupos de mamíferos comprendidos por la definición de plantígrado se encuentran los osos, coatíes, kincajúes, tejones y glotones, pero también se puede aplicar a los seres humanos. 
Suele utilizarse más cuando se habla de mamíferos como los osos o los humanos, para hacer notar la diferencia con los digitígrados, que solo apoyan los dígitos o dedos del pie al andar y constituyen la mayoría entre los mamíferos actuales. 

Aclarando esta definición, se sabe que los mamíferos poseen los dígitos o dedos y la planta o palma. Los plantígrados se apoyan enteramente sobre los dedos y la palma, tanto de las patas delanteras como de las traseras (en los humanos, tan solo las de los pies, los cuales, al caminar, primero se apoya el talón, después la planta y por último los dedos, pero cada parte del pie toca el suelo). En cambio, los digitígrados apoyan sólo los dedos, es decir, andan como "de puntillas" y no apoyan el talón, que normalmente se ve como una articulación más sin rasgos de apoyo.

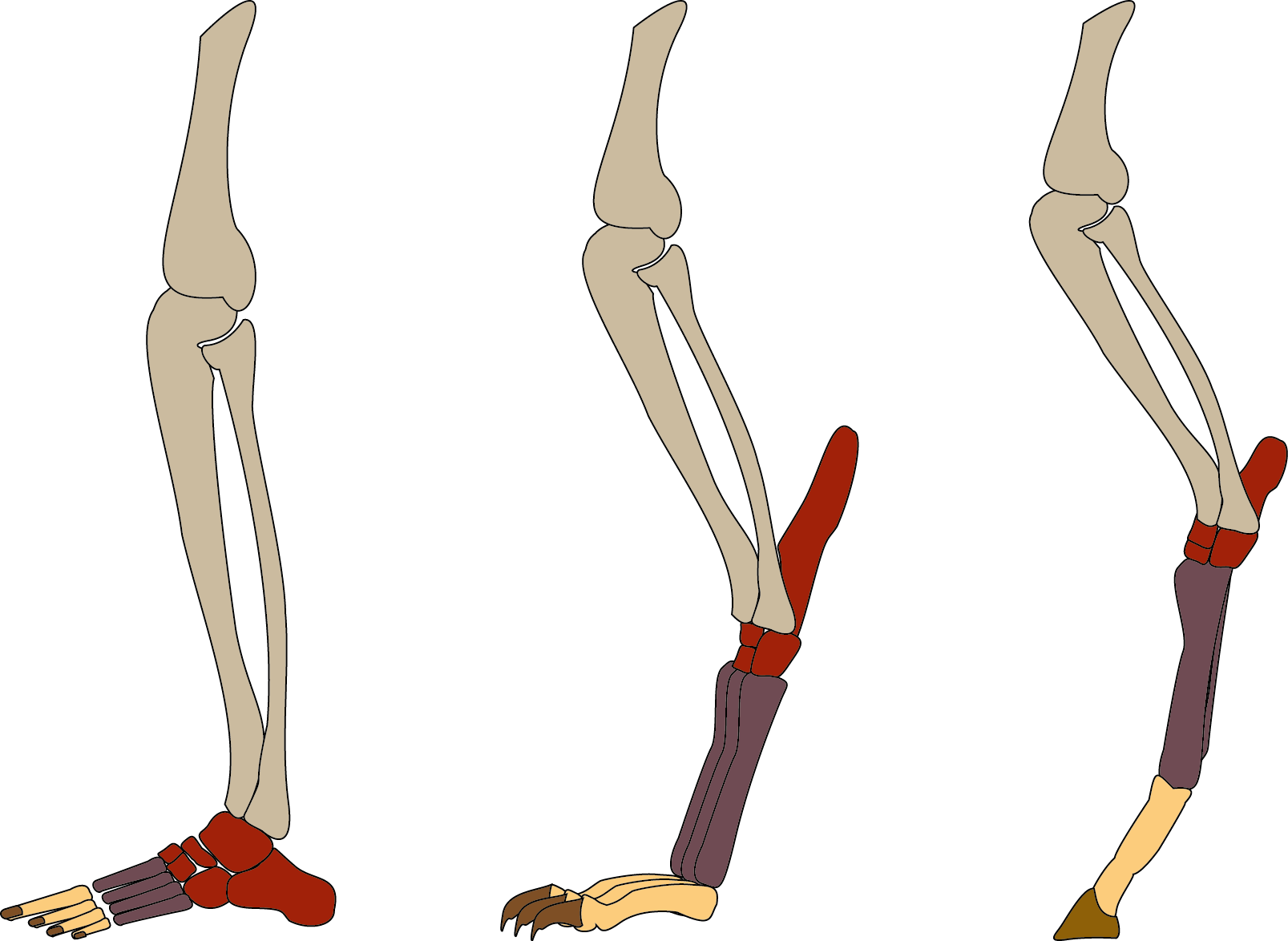
Comparación de tipos de apoyo de los miembros. A la izquierda, miembro plantígrado.

## Ejemplos
Ejemplos de animales plantígrados son:
- Primates (incluido Homo sapiens)
- Rodentia (roedores)
- Lagomorpha (conejos y liebres)
- Scandentia (tupayas)
- Dermoptera (colugos)
- Eulipotyphla (erizos, topos, musarañas)
- Carnivora
  - Ursidae (osos)
  - Mustelidae (zorrinos, visones, etc)
  - Procyonidae (mapaches)
  - Herpestidae (mangostas, suricatas)
- Marsupialia
  - Macropodinae (canguros)
  - Phascolarctos cinereus (koalas)